# Laura Jane Salvato
Laura Jane Salvato (* 2. Februar 1963 in New York City) ist eine US-amerikanische Schauspielerin.

## Leben
Salvato studierte an der Princeton University. Ihr Off-Broadway-Debüt hatte sie in Fruits and Nuts. 2008 spielte sie die Allyson in drei von sechs Folgen der Fernsehserie Faux Baby. Weitere Gastauftritte in Serien hatte sie in Star Trek: Deep Space Nine (1996), Für alle Fälle Amy (2000), Emergency Room – Die Notaufnahme (2007) und Big Love (2011). 1998 trat sie in einer kleinen Rolle im Film Wachgeküßt auf.

## Filmografie
- 1996: Star Trek: Deep Space Nine (Fernsehserie, eine Folge)
- 1998: Wachgeküßt (Living Out Loud)
- 2000: Für alle Fälle Amy (Judging Amy, Fernsehserie, zwei Folgen)
- 2007: Emergency Room – Die Notaufnahme (ER, Fernsehserie, eine Folge)
- 2008: Faux Baby (Fernsehserie, drei Folgen)
- 2011: Big Love (Fernsehserie, eine Folge)